# Nedko Solakov
Nedko Solakov est un plasticien contemporain bulgare, né en 1957 à Tcherven. Il vit et travaille à Sofia.

## Biographie
Après des études à Sofia et Anvers, il commence à travailler dans les années 1980 en adoptant une posture critique à l'égard de la société bulgare, à l'époque sous domination soviétique et en faisant partie des principaux mouvements avant-gardistes de son pays (le groupe "La Ville" notamment).
Régulièrement présent dans différentes biennales (Istanbul, Venise, São Paulo) depuis le début des années 1990, il est en outre représenté par la Galerie Ardnt & Partner (Berlin).
Opérant principalement par installations, il y met en place photographies, textes et sculptures pour des travaux à la fois poétiques, humoristiques et vindicatifs.
Par ailleurs, il réalise également des peintures dans lesquelles il s'inspire par exemple du romantisme allemand pour mieux en déconstruire les schémas et thèmes de prédilection.
Le 17 octobre 2007, il reçoit, à l'occasion de la 52e Biennale de Venise, une mention honorable décernée à un artiste ayant participé à l’exposition internationale. 
Le jury souligne avoir voulu saluer un artiste qui tisse des liens entre "culture, politique et représentation symbolique".